# Румяна Каишева
Румяна Каишева е бивша българска волейболистка-национал, посрещач. Женена с две деца – син и дъщеря.

## Биография
Румяна Каишева е родена в София в семейство на учени. На 13-годишна възраст започва да тренира в школата на ЦСКА. Успоредно с волейбола учи в Химико-технологичния институт и го завършва с отличие.
Спортен директор на малък клуб в Италия.

## Отличия
- Европейски клубен шампион с ЦСКА „Септемврийско знаме“ през 1979 г.
- Бронзов медалист от Европейското първенство през 1979 г.
- Бронзов медалист от Олимпиадата в Москва през 1980 г.
- Европейски шампион от първенството през 1981 г.
- Носител на КНК от 1982 г.
- Европейски клубен шампион с ЦСКА през 1984 г.